# Корбет и Кортни пред кинетографа
„Корбет и Кортни пред кинетографа“ (на английски: Corbett and Courtney Before the Kinetograph) е американски късометражен спортен ням филм от 1894 година на режисьорите Уилям Кенеди Диксън и Уилям Хейс с участието на боксьорите Джеймс Корбет и Питър Кортни. Филмът е бил разделен на шест едноминутни части, колкото са били рундовете в двубоя, но само част от единия рунд е оцеляла до наши дни.

## Сюжет
Джеймс Корбет и Питър Кортни взимат участие в специално организиран боксов двубой, с цел да бъде заснет и излъчен с кинетограф. Мачът се е състоял от шест рунда по една минута. Корбет е бил боксов герой по онова време, докато Кортни е бил обречен да губи двубоите си.

## В ролите
- Джеймс Корбет
- Питър Кортни

## Продукция
Кинолентата е продуцирана от Едисън Манюфакчъринг Къмпъни, която започва да произвежда филми през 1890 година под режисурата на един от най-ранните пионери на кинематографията, Уилям Кенеди Диксън. Заснета е на 7 септември 1894 година в студиото Блек Мария в лабораториите на Томас Едисън в Ню Джърси, което се смята за първото киностудио на Америка. Оцелелите кадри от филма се съхраняват в „Библиотеката на конгреса на САЩ“.